# Ananya Roy

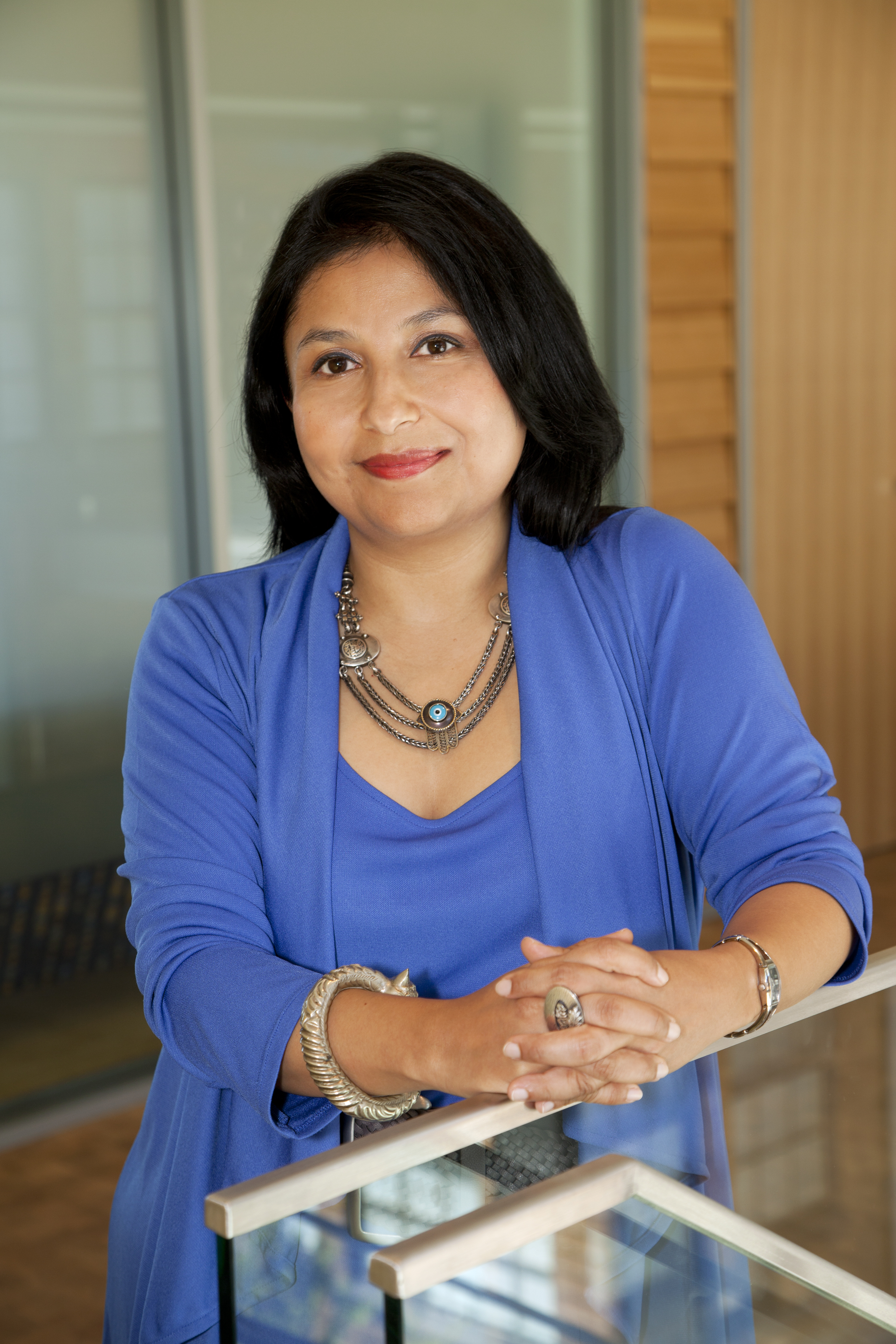
Ananya Roy

Ananya Roy (* 1970 in Kalkutta) ist eine Professorin für Stadtplanung, Sozialfürsorge und Geografie sowie Direktorin des Institute on Inequality and Democracy an der UCLA Luskin School of Public Affairs. Sie forscht und unterrichtet schwerpunktmäßig zu den Themen Armut und Ungleichheit und hat dazu Artikel und Bücher veröffentlicht.

## Leben und Schaffen
Roy wuchs in Kalkutta als Tochter einer Lehrerin und eines Geschäftsmanns auf. Sie studierte ab 1992 an der University of California, Berkeley, Stadt- und Regionalplanung. 1999 promovierte sie dort. Anschließend lehrte und forschte sie in Berkeley in unterschiedlichen Bereichen und war ab 2009 Professorin am Department of City and Regional Planning der Universität. Neben anderen akademischen Tätigkeiten arbeitete sie ab 2007 als Education Director in der Leitung des Blum Center for Developing Economies, einer von der US-amerikanischen Agentur für Entwicklungszusammenarbeit (USAID) geförderten Denkfabrik.
Zusammen mit Kolleginnen und Studierenden der University of California machte sie sich 2009 für ein funktionierendes öffentliches Bildungssystem stark. Im selben Jahr schrieben sich 700 Studierende für ihren Kurs über weltweite Armut ein, 300 weitere Bewerber konnten nicht mehr zugelassen werden.
Roy wurde später zur Professorin für Stadtplanung und Sozialfürsorge an der UCLA Luskin School of Public Affairs ernannt. Seit 2015 hat sie dort den Meyer and Renee Luskin Lehrstuhl für Ungleichheit und Demokratie inne und ist Gründungsdirektorin des Institute on Inequality and Democracy an der UCLA. Das Institut erforscht die soziale Ungleichheit weltweit und arbeitet dabei mit sozialen Bewegungen und Aktivisten zusammen.
Roy lehrt u. a. zu Theorie und Geschichte von Stadtentwicklung und Stadtplanung und zu Themen der Armuts- und Entwicklungsforschung.
Ihre Forschung beschäftigt sich mit den Themen Armut und Ungleichheit, um damit soziale Randgruppen zu stärken. Roys Arbeit thematisiert oft ethnisch motivierte Vertreibung oder die Verdrängung der Arbeiterklasse aus Städten wie Los Angeles in die entlegenen Randgebiete des städtischen Lebens.
Roy ist dabei der postkolonialen Kritik, dem Feminismus und den Critical Race Studies verpflichtet. Roys Ziel ist es, mit ihrer Arbeit eurozentristische Sichtweisen zu verändern und in Forschung und Lehre Sensibilität für historische Unterschiede zu fördern.
Sie veröffentlicht Bücher und Artikel und ist Redakteurin des International Journal of Urban and Regional Research. Zusammen mit ihrer UCLA-Kollegin Clare Talwalker begründete sie die Buchreihe Poverty, Interrupted, die bei University of California Press erscheint. Außerdem experimentiert sie mit digitalen und sozialen Medien und geht der Frage nach, wie Akademiker künftig besser mit der Öffentlichkeit kommunizieren können.

## Auszeichnungen
- Distinguished Teaching Award, UC Berkeley, 2006[9]
- Excellence in Achievement Award der Cal Alumni Association, 2011[3]
- Paul Davidoff Book Award of the Association of Collegiate Schools of Planning, 2011[10]
- Ehrendoktorwürde der Universität Genf[11]

## Veröffentlichungen (Auswahl)
- City Requiem, Calcutta: Gender and the Politics of Poverty. University of Minnesota Press, Minneapolis 2002, ISBN 978-0-8166-3933-5
- Urban Informality: Transnational Perspectives from the Middle East, South Asia, and Latin America. Herausgegeben zusammen mit Nezar AlSayyad. Lexington Books, Lanham 2003, ISBN 978-0-7391-0740-9
- The Practice of International Health. Herausgegeben zusammen mit Daniel Perlman. Oxford University Press, New York 2009, ISBN 978-0-19-531027-6
- Poverty Capital: Microfinance and the Making of Development. Routledge, Abingdon 2010, ISBN 978-0-415-87672-8
- Worlding Cities: Asian Experiments and the Art of Being Global. Herausgegeben zusammen mit Aihwa Ong. Wiley-Blackwell, Hoboken 2011, ISBN 978-1-4051-9277-4
- Territories of Poverty: Rethinking North and South. Herausgegeben zusammen mit Emma Shaw Crane. University of Georgia Press, Athens 2015, ISBN 978-0-8203-4842-1
- Encountering Poverty: Thinking and Acting in an Unequal World. Herausgegeben zusammen mit Genevieve Negrón-Gonzales, Kweku Opoku-Agyemang, Clare Talwalker. University of California Press, Berkeley 2016, ISBN 978-0-520-27790-8